# Equus lambei
Cheval du Yukon
Espèce
Equus lambei ou Equus ferus lambei, dont le nom vernaculaire est Cheval du Yukon ou Cheval sauvage du Yukon, est une espèce éteinte du genre Equus. Equus lambei a vécu en Amérique du Nord jusqu'environ 10 000 ans avant notre ère. Il forme l'espèce ou sous-espèce du cheval la plus récente sur le continent américain, avant la disparition des équidés de ce continent.
Une carcasse, quoiqu'incomplète, a été étudiée au Yukon Beringia Interpretive Centre de Whitehorse, et a révélé que l'animal portait vraisemblablement le gène Dun donnant sa couleur de robe, et peut-être le gène Silver donnant des crins blonds. Un autre fossile, vieux de 735 000 ans et étudié en 2013, forme le plus ancien séquençage d'un génome. Il a écarté tout lien entre le cheval du Yukon et les chevaux domestiques modernes.

## Classification
Equus lambei est assez proche du cheval moderne,,. Il est généralement classé comme Equus lambei (ce qui en fait une espèce distincte du genre Equus) et beaucoup plus rarement comme Equus ferus lambei (ce qui en ferait une sous-espèce du cheval sauvage, Equus ferus). Quoi qu'il en soit, son nom vernaculaire est Cheval du Yukon ou Cheval sauvage du Yukon.
Quelques sources l'ont décrit plus proche des ânes sauvages du type Kiang que des chevaux actuels, interprétation que le chercheur A. Forstén a réfutée. Sa dentition est comparable à celle des chevaux contemporains d'Europe, montrant également une possibilité de réduction de la taille de tous les équidés au Pléistocène supérieur. Sa robe est vraisemblablement porteuse du gène dun comme pour la plupart des équidés préhistoriques, mais également peut-être du gène silver en raison de sa crinière blonde, ce qui représenterait la plus ancienne trace attestée de la présence de ce gène.

## Histoire naturelle
Tout comme le Bison des steppes (Bison priscus), le Mammouth laineux (Mammuthus primigenius) et le Caribou (Rangifer tarandus), Equus lambei est l'une des espèces de grands herbivores les plus communes de l'âge glaciaire, dans les steppes herbeuses de l'Est de la Béringie,. L'animal est vraisemblablement chassé par les hommes et différents prédateurs carnivores, mais il ne semble pas avoir été domestiqué, et ce malgré ce qui peut être interprété comme des traces d'usures des dents par le mors.

## Fossiles
L'espèce a été découverte par Oliver Perry Hay, qui en fournit une description détaillée en 1917. Elle est connue par de nombreux restes de dents et d'ossements, et une carcasse partielle découverte en 1993, que la datation fait remonter entre 26 280 et 26 210 ans avant notre ère. La carcasse se compose d'une grande partie de la peau, du coccyx, d'une partie inférieure de la jambe, et de morceaux d'intestins. La peau conserve une partie de la crinière et de la queue qui présentent des teintes blondes, de grossiers poils blanchâtres sur la partie supérieures du corps, et de plus sombres poils bruns sur le bas de la jambe. Un grand nombre de dents de cette espèce ont par ailleurs été retrouvées sur différents sites archéologiques de la région.
Un fragment d'os vieux de 735 000 ans, découvert en 2003, a permis le séquençage du génome de l'animal. Les données recueillies indiquent que l'animal, d'une taille comparable aux Fjords et aux Islandais, n'est pas lié aux chevaux modernes. Elles montrent également que l'ancêtre commun à tous les équidés modernes remonte à quatre millions d'années.
Il s'agit, en 2013, du plus ancien génome jamais séquencé.

#### Articles
- (en) A. Burke et J. Cinq-Mars, « Dental characteristics of Late Pleistocene Equus lambei from Bluefish Caves, Yukon Territory, and their comparison with Eurasian horses », Géographie physique et Quaternaire, no 50(1),‎ 1996, p. 81-93
- (en) A. Burke et J. Cinq-Mars, « Paleoethological reconstruction and taphonomy of Equus lambei from the Bluefish Caves, Yukon Territory, Canada », Arctic, no 51(2),‎ 1998, p. 105-115
- (en) A. Forstén, « Equus lambei Hay, the Yukon wild horse, not ass », Journal of Mammalogy, no 67,‎ 1986, p. 422-423